# Lola Larrosa de Ansaldo
Lola Larrosa de Ansaldo (Nueva Palmira, 1859 - Argentina, 1895) va ser una escriptora uruguaiana que va viure la major part de la seva vida a l'Argentina.
Lola Larrosa, va néixer en el si d'una antiga família patrícia uruguaiana, la qual va ser desposseïda dels seus béns per motius polítics i va emigrar a l'Argentina. Es va establir a Buenos Aires. La Lola va escriure en diverses revistes com ara La ondina del Plata l'any 1876 i va publicar les seves novel·les a Buenos Aires. Destaca, entre les publicacions en què va escriure, La alborada del Plata, que estava dirigida per la feminista Juana Manuela Gorriti. Quan Gorriti es trobava fora del país en un conflicte armat i no va poder tornar per publicar la revista, li va demanar a Larrosa que es fes amb el control com a editora.
Es va casar amb el periodista Enrique Ansaldo, de qui va prendre el cognom, sent coneguda a partir de llavors com Lola Larrosa de Ansaldo. Va tenir un fill i va haver de cuidar-lo a ell i al seu marit, que va patir una malaltia mental. Lola va emmalaltir de tuberculosi i va morir a causa d'aquesta malaltia quan tenia trenta-sis anys d'edat.
Segons Vanesa Guerra, que va escriure el pròleg del llibre El lujo de Larrosa, el rerefons de la novel·la suggereix similituds amb la vida de l'autora.
| « | La Rosalía és una dona jove a qui li agrada vestir-se tan bon punt comença el dia, però la seva vida té lloc en una granja, entre porcs i hortalisses, en un petit poble de l'Uruguai. La seva mare, atenta a la seva tristesa i a les seves desventures, en busca i descobreix la causa: la Rosalía ha llegit llibres que li han omplert el cap de somnis. Llavors, en primer lloc, crema els llibres i després finalment, la casa amb un jove treballador. Ara ha estat cremada, cremada i espaterregada. En el primer intercanvi, accepta marxar de Buenos Aires amb alguns dels seus amics rics per endegar un viatge cap al somni del luxe. Allà, viurà relacionada amb una forma de bellesa que no sembla ser ben vista ni pel narrador ni pels seus estimats." | » |

## Obra
- Suspiros del corazón (1878)
- Las obras de Misericordia. (Ensayos literarios) (1882)
- Hija Mía! (1888)
- El lujo. Novela de costumbres (1889)
- Los esposos (1893)